# Équipe de Suisse de football en 2011
Cet article présente l'année 2011 pour l'équipe de Suisse de football.

## Résumé de l'année
Le bilan de l'équipe de Suisse est plus que moyen. Plutôt bon sur le plan comptable, il est bien évidemment décevant après l'élimination de la course à l'Euro 2012. La partie décisive contre le Pays de Galles est le seul match perdu de cette année, qui prive la Nati du prochain Euro. Autre aspect peu reluisant du bilan de l'année, le comportement de la sélection en matchs amicaux. Car, disputées le plus souvent contre des « petites » équipes (sauf aux Pays-Bas), ces quatre parties ont mis en relief tous les manquements de la Suisse, qui a fait match nul à Amsterdam, mais surtout qu'à Malte et qui bat péniblement le Liechtenstein et le Luxembourg, ne marquant que trois buts au total.

## Bilan
|           | Nombre de matchs | Victoires | Défaites | Matchs nul | Buts marqués | Buts encaissés |
| --------- | ---------------- | --------- | -------- | ---------- | ------------ | -------------- |
| Domicile  | 2                | 2         | 0        | 0          | 5            | 1              |
| Extérieur | 7                | 2         | 1        | 4          | 5            | 5              |
| Total     | 9                | 4         | 1        | 4          | 10           | 6              |

## Les joueurs
| Joueurs              | Drapeau de Malte | Drapeau de la Bulgarie | Drapeau de l'Angleterre | Drapeau du Liechtenstein | Drapeau de la Bulgarie | Drapeau du pays de Galles | Drapeau du Monténégro | Drapeau des Pays-Bas | Drapeau du Luxembourg |
| Diego Benaglio       | 90 min           | -                      | 90 min                  | 46e                      | 90 min                 | 90 min                    | 90 min                | 90 min               | 90 min                |
| Marco Wölfli         | -                | 90 min                 | -                       | -                        | -                      | -                         | -                     | -                    | -                     |
| Johnny Leoni         | -                | -                      | -                       | 46e                      | -                      | -                         | -                     | -                    | -                     |
| Stéphane Grichting   | 31e              | 90 min                 | -                       | -                        | -                      | -                         | -                     | -                    | -                     |
| Stephan Lichtsteiner | 90 min           | 90 min                 | 90 min                  | 83e                      | 90 min                 | 90 min                    | 90 min                | 90 min               | 71e                   |
| Gaetano Berardi      | -                | -                      | -                       | 83e                      | -                      | -                         | -                     | -                    | -                     |
| Vincent Rüfli        | -                | -                      | -                       | -                        | -                      | -                         | -                     | -                    | 71e                   |
| Alain Nef            | -                | -                      | -                       | -                        | -                      | -                         | -                     | -                    | 89e                   |
| Philippe Senderos    | -                | -                      | 90 min                  | 57e                      | 90 min                 | -                         | -                     | -                    | -                     |
| Timm Klose           | -                | -                      | -                       | 57e                      | -                      | 90 min                    | -                     | -                    | 90 min                |
| Steve von Bergen     | 90 min           | 90 min                 | -                       | -                        | -                      | 90 min                    | 90 min                | 90 min               | 89e                   |
| Ricardo Rodríguez    | -                | -                      | -                       | -                        | -                      | 62e                       | 90 min                | 90 min               | 90 min                |
| Johan Djourou        | -                | -                      | 90 min                  | 63e                      | 90 min                 | -                         | 90 min                | 90 min               | -                     |
| Beg Ferati           | -                | -                      | -                       | 63e                      | -                      | -                         | -                     | -                    | -                     |
| Reto Ziegler         | 90 min           | 90 min                 | 90 min                  | 90 min                   | 90 min                 | 52 min                    | -                     | -                    | -                     |
| François Affolter    | 31e              | -                      | -                       | -                        | -                      | -                         | -                     | -                    | -                     |
| Tranquillo Barnetta  | -                | -                      | 90e                     | -                        | -                      | -                         | -                     | -                    | -                     |
| Granit Xhaka         | -                | -                      | -                       | 90                       | 88e                    | 81e                       | 84e                   | 87e                  | 64e                   |
| Valon Behrami        | -                | 16e                    | -                       | -                        | -                      | 90 min                    | 90 min                | -                    | -                     |
| David Degen          | 80e              | -                      | -                       | -                        | -                      | -                         | 77e                   | 81e                  | 64e                   |
| Xavier Margairaz     | -                | -                      | 59e                     | -                        | -                      | -                         | -                     | -                    | -                     |
| Blerim Džemaili      | 41e              | 90 min                 | 59e                     | 90 min                   | 90 min                 | -                         | -                     | 90 min               | 64e                   |
| Gelson Fernandes     | 73e              | 16e                    | -                       | -                        | 88e                    | -                         | 84e                   | 76e                  | 90 min                |
| Gökhan Inler         | 73e              | 90 min                 | 90 min                  | 90 min                   | 90 min                 | 90 min                    | 90 min                | 90 min               | 45e                   |
| Fabian Frei          | -                | -                      | -                       | -                        | -                      | 71e                       | -                     | 81e                  | 45e                   |
| Pirmin Schwegler     | 41e              | -                      | -                       | -                        | -                      | -                         | -                     | -                    | -                     |
| Xherdan Shaqiri      | 62e              | -                      | 90 min                  | 90 min                   | 90e                    | 62e                       | 77e                   | 76e                  | 64e                   |
| Hakan Yakın          | 46e              | -                      | -                       | -                        | -                      | -                         | -                     | -                    | -                     |
| Valentin Stocker     | 62e              | 66e                    | -                       | -                        | -                      | -                         | -                     | -                    | -                     |
| Moreno Costanzo      | -                | -                      | -                       | 63e                      | -                      | -                         | -                     | 87e                  | 62e                   |
| Eren Derdiyok        | 90 min           | 66e                    | 75e                     | 63e                      | 90 min                 | 90 min                    | 69e                   | -                    | 90 min                |
| Alexander Frei       | 80e              | 90 min                 | -                       | -                        | -                      | -                         | -                     | -                    | -                     |
| Marco Streller       | 46e              | 77e                    | -                       | -                        | -                      | -                         | -                     | -                    | -                     |
| Nassim Ben Khalifa   | -                | -                      | -                       | -                        | 90e                    | -                         | -                     | -                    | -                     |
| Mario Gavranović     | -                | 77e                    | -                       | 63e                      | -                      | -                         | -                     | -                    | -                     |
| Admir Mehmedi        | -                | -                      | 75e                     | 90 min                   | 84e                    | 81e                       | 90 min                | 90 min               | 62e                   |
| Innocent Emeghara    | -                | -                      | 90e                     | 63e                      | 84e                    | 71e                       | 69e                   | -                    | -                     |

## Matchs et résultats
| Match amical                                       | Malte   | 0 - 0 | Suisse | Ta' Qali Stadium, Ta' Qali                      |                                                 |
| 9 février 2011 · 20h30 · Historique des rencontres |         |       |        | Spectateurs : 3 000 Arbitrage : Marios Stamatis | Spectateurs : 3 000 Arbitrage : Marios Stamatis |
| 9 février 2011 · 20h30 · Historique des rencontres | Rapport |       |        | Spectateurs : 3 000 Arbitrage : Marios Stamatis | Spectateurs : 3 000 Arbitrage : Marios Stamatis |

| Éliminatoires Euro 2012                          | Bulgarie | 0 - 0 | Suisse | Stade national Vassil-Levski, Sofia            |                                                |
| 26 mars 2011 · 17h45 · Historique des rencontres |          |       |        | Spectateurs : 9 600 Arbitrage : William Collum | Spectateurs : 9 600 Arbitrage : William Collum |
| 26 mars 2011 · 17h45 · Historique des rencontres | Rapport  |       |        | Spectateurs : 9 600 Arbitrage : William Collum | Spectateurs : 9 600 Arbitrage : William Collum |

| Éliminatoires Euro 2012                         | Angleterre                     | 2 - 2   | Suisse           | Stade de Wembley, Londres                      |                                                |
| 4 juin 2011 · 16h45 · Historique des rencontres | Lampard 37e (pen.) · Young 51e | (1 - 2) | Barnetta 32e 35e | Spectateurs : 84 459 Arbitrage : Damir Skomina | Spectateurs : 84 459 Arbitrage : Damir Skomina |
| 4 juin 2011 · 16h45 · Historique des rencontres | Rapport                        |         |                  | Spectateurs : 84 459 Arbitrage : Damir Skomina | Spectateurs : 84 459 Arbitrage : Damir Skomina |

| Match amical                                     | Liechtenstein  | 1 - 2   | Suisse                             | Rheinpark Stadion, Vaduz                         |                                                  |
| 10 août 2011 · 20h15 · Historique des rencontres | Ritzberger 51e | (0 - 2) | Derdiyok 15e · Stocklasa 34e (csc) | Spectateurs : 5 444 Arbitrage : René Eisner (de) | Spectateurs : 5 444 Arbitrage : René Eisner (de) |
| 10 août 2011 · 20h15 · Historique des rencontres | Rapport        |         |                                    | Spectateurs : 5 444 Arbitrage : René Eisner (de) | Spectateurs : 5 444 Arbitrage : René Eisner (de) |

| Éliminatoires Euro 2012                              | Suisse                | 3 - 1   | Bulgarie  | Parc Saint-Jacques, Bâle                        |                                                 |
| 6 septembre 2011 · 20h30 · Historique des rencontres | Shaqiri 45+2e 62e 90e | (1 - 1) | Ivanov 9e | Spectateurs : 16 880 Arbitrage : Pavel Královec | Spectateurs : 16 880 Arbitrage : Pavel Královec |
| 6 septembre 2011 · 20h30 · Historique des rencontres | Rapport               |         |           | Spectateurs : 16 880 Arbitrage : Pavel Královec | Spectateurs : 16 880 Arbitrage : Pavel Královec |

| Éliminatoires Euro 2012                            | Pays de Galles               | 2 - 0   | Suisse | Liberty Stadium, Swansea                       |                                                |
| 7 octobre 2011 · 19h45 · Historique des rencontres | Ramsey 60e (pen.) · Bale 71e | (0 - 0) |        | Spectateurs : 12 317 Arbitrage : Björn Kuipers | Spectateurs : 12 317 Arbitrage : Björn Kuipers |
| 7 octobre 2011 · 19h45 · Historique des rencontres | Rapport                      |         |        | Spectateurs : 12 317 Arbitrage : Björn Kuipers | Spectateurs : 12 317 Arbitrage : Björn Kuipers |

| Éliminatoires Euro 2012                             | Suisse                          | 2 - 0   | Monténégro | Parc Saint-Jacques, Bâle                              |                                                       |
| 11 octobre 2011 · 20h15 · Historique des rencontres | Derdiyok 51e · Lichtsteiner 65e | (0 - 0) |            | Spectateurs : 19 997 Arbitrage : Olegário Benquerença | Spectateurs : 19 997 Arbitrage : Olegário Benquerença |
| 11 octobre 2011 · 20h15 · Historique des rencontres | Rapport                         |         |            | Spectateurs : 19 997 Arbitrage : Olegário Benquerença | Spectateurs : 19 997 Arbitrage : Olegário Benquerença |

| Match amical                                         | Pays-Bas | 0 - 0 | Suisse | Amsterdam ArenA, Amsterdam                      |                                                 |
| 11 novembre 2011 · 20h30 · Historique des rencontres |          |       |        | Spectateurs : 52 000 Arbitrage : Jonas Eriksson | Spectateurs : 52 000 Arbitrage : Jonas Eriksson |
| 11 novembre 2011 · 20h30 · Historique des rencontres | Rapport  |       |        | Spectateurs : 52 000 Arbitrage : Jonas Eriksson | Spectateurs : 52 000 Arbitrage : Jonas Eriksson |

| Match amical                                         | Luxembourg | 0 - 1   | Suisse   | Stade Josy-Barthel, Luxembourg                          |                                                         |
| 15 novembre 2011 · 20h15 · Historique des rencontres |            | (0 - 1) | Xhaka 9e | Spectateurs : 852 Arbitrage : Sébastien Delferière (en) | Spectateurs : 852 Arbitrage : Sébastien Delferière (en) |
| 15 novembre 2011 · 20h15 · Historique des rencontres | Rapport    |         |          | Spectateurs : 852 Arbitrage : Sébastien Delferière (en) | Spectateurs : 852 Arbitrage : Sébastien Delferière (en) |

## Classement des buteurs
| Buteur               | Compétition officielle | Matchs amicaux | Total |
| -------------------- | ---------------------- | -------------- | ----- |
| Xherdan Shaqiri      | 3                      | 0              | 3     |
| Tranquillo Barnetta  | 2                      | 0              | 2     |
| Eren Derdiyok        | 1                      | 1              | 2     |
| Stephan Lichtsteiner | 1                      | 0              | 1     |
| Granit Xhaka         | 0                      | 1              | 1     |
| contre son camp      | 0                      | 1              | 1     |